# 帕雷舍韋
46°42′37″N 32°16′0″E / 46.71028°N 32.26667°E
帕雷舍韋（烏克蘭語：Паришеве）是烏克蘭南部赫爾松州赫尔松区比洛泽尔卡市镇內的村莊。該村面積0.35平方公里，海拔高度38米，2001年人口112，人口密度每平方公里322.8人。